# Somatostatinski receptor 1
Somatostatinski receptor tip 1 je protein koji je kod čoveka kodiran  genom.
Somatostatin deluje na mnogim lokacijama i inhibira oslobađanje hormona i drugih sekretornih proteina. Biološki efekti somatostatina su posredovani familijom G protein-spregnutih receptora čije izražavanje je specifično za pojedina tkiva. SSTR4 u znatnoj meri izražen u jejunumu i želucu.

## Vidi isto
- Somatostatinski receptor

## Literatura
1. ↑  Yamada Y, Stoffel M, Espinosa R 3rd, Xiang KS, Seino M, Seino S, Le Beau MM, Bell GI (1993). „Human somatostatin receptor genes: localization to human chromosomes 14, 17, and 22 and identification of simple tandem repeat polymorphisms”. Genomics. 15 (2): 449—52. PMID 8449518. doi:10.1006/geno.1993.1088.
2. 1 2  „Entrez Gene: SSTR1 somatostatin receptor 1”.

## Dodatna literatura
- Yamada Y; Post SR; Wang K;  . (1992). „Cloning and functional characterization of a family of human and mouse somatostatin receptors expressed in brain, gastrointestinal tract, and kidney.”. Proc. Natl. Acad. Sci. U.S.A. 89 (1): 251—5. PMC 48214 . PMID 1346068. doi:10.1073/pnas.89.1.251.
- Fujita T; Yamaji Y; Sato M;  . (1994). „Gene expression of somatostatin receptor subtypes, SSTR1 and SSTR2, in human lung cancer cell lines.”. Life Sci. 55 (23): 1797—806. PMID 7968260. doi:10.1016/0024-3205(94)90090-6.
- Kaupmann K; Bruns C; Hoyer D;  . (1993). „Distribution and second messenger coupling of four somatostatin receptor subtypes expressed in brain.”. FEBS Lett. 331 (1-2): 53—9. PMID 8405411. doi:10.1016/0014-5793(93)80296-7.
- Le Romancer M; Cherifi Y; Levasseur S;  . (1996). „Messenger RNA expression of somatostatin receptor subtypes in human and rat gastric mucosae.”. Life Sci. 58 (13): 1091—8. PMID 8622562. doi:10.1016/0024-3205(96)00063-X.
- Fukusumi S; Kitada C; Takekawa S;  . (1997). „Identification and characterization of a novel human cortistatin-like peptide.”. Biochem. Biophys. Res. Commun. 232 (1): 157—63. PMID 9125122. doi:10.1006/bbrc.1997.6252.
- de Lecea L; Ruiz-Lozano P; Danielson PE;  . (1997). „Cloning, mRNA expression, and chromosomal mapping of mouse and human preprocortistatin.”. Genomics. 42 (3): 499—506. PMID 9205124. doi:10.1006/geno.1997.4763.
- Jaïs P; Terris B; Ruszniewski P;  . (1997). „Somatostatin receptor subtype gene expression in human endocrine gastroentero-pancreatic tumours.”. Eur. J. Clin. Invest. 27 (8): 639—44. PMID 9279525. doi:10.1046/j.1365-2362.1997.1740719.x.
- Ferone D; van Hagen PM; van Koetsveld PM;  . (1999). „In vitro characterization of somatostatin receptors in the human thymus and effects of somatostatin and octreotide on cultured thymic epithelial cells.”. Endocrinology. 140 (1): 373—80. PMID 9886848. doi:10.1210/en.140.1.373.
- Kumar U; Sasi R; Suresh S;  . (1999). „Subtype-selective expression of the five somatostatin receptors (hSSTR1-5) in human pancreatic islet cells: a quantitative double-label immunohistochemical analysis.”. Diabetes. 48 (1): 77—85. PMID 9892225. doi:10.2337/diabetes.48.1.77.
- Rocheville M; Lange DC; Kumar U;  . (2000). „Subtypes of the somatostatin receptor assemble as functional homo- and heterodimers.”. J. Biol. Chem. 275 (11): 7862—9. PMID 10713101. doi:10.1074/jbc.275.11.7862.
- Schwärzler A, Kreienkamp HJ, Richter D (2000). „Interaction of the somatostatin receptor subtype 1 with the human homolog of the Shk1 kinase-binding protein from yeast.”. J. Biol. Chem. 275 (13): 9557—62. PMID 10734105. doi:10.1074/jbc.275.13.9557.
- Zatelli MC; Tagliati F; Taylor JE;  . (2001). „Somatostatin receptor subtypes 2 and 5 differentially affect proliferation in vitro of the human medullary thyroid carcinoma cell line tt.”. J. Clin. Endocrinol. Metab. 86 (5): 2161—9. PMID 11344221. doi:10.1210/jc.86.5.2161.
- Klisovic DD; O'Dorisio MS; Katz SE;  . (2001). „Somatostatin receptor gene expression in human ocular tissues: RT-PCR and immunohistochemical study.”. Invest. Ophthalmol. Vis. Sci. 42 (10): 2193—201. PMID 11527930.
- Pasquali D; Notaro A; Esposito D;  . (2002). „[Somatostatin receptor genes expression and effects of octreotide on orbital fibroblasts from Graves' ophthalmopathy]”. Minerva Endocrinol. 26 (3): 175—9. PMID 11753241.
- Papotti M; Bongiovanni M; Volante M;  . (2002). „Expression of somatostatin receptor types 1-5 in 81 cases of gastrointestinal and pancreatic endocrine tumors. A correlative immunohistochemical and reverse-transcriptase polymerase chain reaction analysis.”. Virchows Arch. 440 (5): 461—75. PMID 12021920. doi:10.1007/s00428-002-0609-x.
- Zatelli MC; Tagliati F; Piccin D;  . (2002). „Somatostatin receptor subtype 1-selective activation reduces cell growth and calcitonin secretion in a human medullary thyroid carcinoma cell line.”. Biochem. Biophys. Res. Commun. 297 (4): 828—34. PMID 12359227. doi:10.1016/S0006-291X(02)02307-0.
- Ferone D; Pivonello R; Van Hagen PM;  . (2002). „Quantitative and functional expression of somatostatin receptor subtypes in human thymocytes.”. Am. J. Physiol. Endocrinol. Metab. 283 (5): E1056—66. PMID 12376335. doi:10.1152/ajpendo.00205.2001.
- Pasquali D; Notaro A; Bonavolonta' G;  . (2002). „Somatostatin receptor genes are expressed in lymphocytes from retroorbital tissues in Graves' disease.”. J. Clin. Endocrinol. Metab. 87 (11): 5125—9. PMID 12414882. doi:10.1210/jc.2002-020790.
- Dizeyi N; Konrad L; Bjartell A;  . (2002). „Localization and mRNA expression of somatostatin receptor subtypes in human prostatic tissue and prostate cancer cell lines.”. Urol. Oncol. 7 (3): 91—8. PMID 12474541. doi:10.1016/S1078-1439(01)00173-9.

## Spoljašnje veze
- „Somatostatin Receptors: sst1”. IUPHAR Database of Receptors and Ion Channels. International Union of Basic and Clinical Pharmacology. Архивирано из оригинала 03. 03. 2016. г.
- somatostatin+receptor+type+1 на 